# Klatten med de seje træer
Klatten med de seje træer er en dansk dokumentarfilm fra 1994 med instruktion og manuskript af Tor Nørretranders.

## Handling
Maleren Malene Bach lavede i 1990 billeder, hvor malerklatter på et lærred blev aftrykt på et andet lærred med en anden grundfarve. Ved trykprocessen dannes i klatterne seje fingre, der bliver til mønstre, seje træer - og som giver en uforudsigelig kunstnerisk dimension. En kaotisk formdannelse som fysikere som Peder Voetmann Christiansen, Søren Brunak og Jakob Bohr forholder sig til og sammenholder fysikken med humanistiske videnskaber. Til øget erkendelse om verdensrummets gåder, kunstens væsen og de store, komplicerede mønstre i selv de mindste ting.